# 赵洪炜
赵洪炜，男丶中共黨員丶中國大陸軍事丶政治人物丶中國人民武裝警察部隊少將警銜 
歷任武警吉林省總隊司令員丶吉林省政法委委員